# Omicidio di Antonio Ammaturo

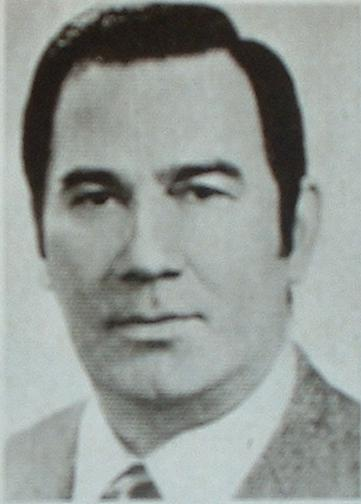

L'omicidio di Antonio Ammaturo, un poliziotto italiano, venne commesso a Napoli il 15 luglio 1982 dalle Brigate Rosse.

## Storia
Antonio Ammaturo (Contrada, 11 Gennaio 1925 – Napoli, 15 Luglio 1982) dopo essersi laureato in legge, vinse un concorso per entrare nella magistratura italiana, tuttavia i suoi interessi erano orientati alla Polizia di Stato, dove entrò come funzionario nel 1955. Dopo aver frequentato la Scuola superiore di polizia venne assegnato alla questura di Bolzano ed in seguito ad Avellino dove arresta l'assassino di un carabiniere, a Benevento, e a Potenza, dove si distinse nelle operazioni di contrasto al racket della prostituzione. Nel solo anno 1973 viene promosso tre volte, raggiungendo il grado di primo dirigente della squadra mobile, venendo poi promosso vice questore e vice questore aggiunto e trasferito a Frosinone e poi a Napoli, in commissariati: Vomero, Fuorigrotta, Torre del Greco, Capri, Torre Annunziata. Prestò poi servizio presso il commissariato di Giugliano in Campania, ma con l'arresto del boss della camorra cittadina Alfredo Maisto viene trasferito in Calabria. A Gioia Tauro arresta 6 latitanti in una sola notte. A Siderno sequestra un grosso carico di sigarette nascosto in un cimitero. Il suo impegno e le sue doti vengono premiate. Ad Ottaviano arresta Roberto Cutolo, il figlio del boss della camorra Raffaele Cutolo, mentre era in corso una riunione tra camorristi nel locale Castello mediceo.
Verrà ucciso dalle Brigate Rosse a Napoli, sotto casa sua, in piazza Nicola Amore, il 15 luglio 1982 insieme all'agente Pasquale Paola. Quel giorno era appena uscito dalla propria abitazione per recarsi in Questura su un'Alfasud di servizio guidata dall’agente scelto Pasquale Paola quando due uomini, scesi da una vettura, aprirono il fuoco contro l’auto, assassinandone gli occupanti. Gli autori del fatto risultarono appartenere alle Brigate Rosse. I membri del commando ed esecutori dell'omicidio furono i brigatisti Vincenzo Stoccoro, Emilio Manna, Stefano Scarabello, Vittorio Bolognesi e Marina Sarnelli, i quali verranno poi condannati all'ergastolo.
I mandanti dell'omicidio invece non sono mai stati identificati con chiarezza. Dietro il suo omicidio si cela una storia di intrighi legati al rapimento e al rilascio misterioso del politico Ciro Cirillo, rapito dalle Brigate Rosse, un rilascio che vide la partecipazione di Raffaele Cutolo, dei servizi segreti e di personaggi politici.
In base agli elementi emersi nell'istruttoria del giudice Carlo Alemi, si può ritenere che Cutolo avesse chiesto, "l'annientamento di sbirri nel territorio" come ulteriore elemento di scambio nelle trattative per liberare Cirillo. Questo appare anche dalle dichiarazioni del brigatista Riccardo Buzzatti. Sul vicequestore Ammaturo vi sarebbe stato un duplice movente: da una parte la necessità di fermare le ricerche del poliziotto nelle indagini sulle collusioni fra DC e camorra, e dall'altro una reazione di Cutolo agli arresti effettuati (in particolare nel blitz del settembre 1981, quando viene arrestato il figlio del boss della camorra, Roberto Cutolo). Il pentito di camorra Giovanni Pandico, effettivamente riporta la volontà di Cutolo in un legame di convenienza fra associazioni criminali con le Brigate Rosse:

## Influenza culturale
- Nel 1991, la trasmissione di Rai 3 Telefono giallo, condotta da Corrado Augias, si occupò della vicenda.
- La trasmissione di Rai 3 Blu notte - Misteri italiani, condotta da Carlo Lucarelli, dedicò una puntata alla sua vicenda.